# Heinrich Retzmann
Heinrich Friedrich Christian Ludwig Retzmann (* 27. April 1872 in Hannover; † 4. November 1959 in Bad Salzschlirf) war ein deutscher Konteradmiral, Marineattaché und Geschäftsmann.

## Leben und Wirken

### Frühes Leben
Retzmann trat am 14. April 1890 als Kadett in die Kaiserliche Marine ein. In den ersten Jahren seiner Laufbahn war er unter anderem von 1902 bis 1904 auf dem deutschen Marinestützpunkt im chinesischen Tsingtau stationiert. Als Protegé des Staatssekretärs des Reichsmarineamtes Alfred Tirpitz wurde Retzmann 1907 als Vertreter für Marineangelegenheiten Mitglied der deutschen Delegation bei der 2. Haager Friedenskonferenz.
Nachdem er sich in Den Haag als Diplomat bewährt hatte, wurde Retzmann am 1. Oktober 1908 im Rang eines Korvettenkapitäns als Marineattaché an die deutsche Botschaft in Washington D.C. entsandt. Dort oblag ihm in Personalunion die Pflege der marinepolitischen Beziehungen des Deutschen Reiches zu den Vereinigten Staaten und zu Mexiko. Seine Nachfolge dort übernahm Karl Boy-Ed ab 6. April 1912. Im April und Mai 1912 vertrat er den Kommandanten des Kleinen Kreuzers Bremen auf der Amerikanischen Station.
Vom 1. Oktober 1912 bis zum 18. Januar 1913 führte Retzmann das Kommando über den Kleinen Kreuzer Mainz. Anschließend befehligte er vom 22. Januar bis zum 19. Juni 1913 den Kleinen Kreuzer Königsberg, der die Mainz während deren Werftüberholung im Verband der Aufklärungsschiffe vertrat. Danach übernahm er erneut bis zum 25. November 1913 die Mainz. In der Zeit von 26. November 1913 über den Ausbruch des Ersten Weltkriegs hinaus bis zum 14. Dezember 1915 war Retzmann Kommandant des Kleinen Kreuzers Straßburg. Er nahm mit dem Kreuzer an der Reise der der „Detachierten Division“ unter Konteradmiral Hubert von Rebeur-Paschwitz teil. Ab dem 9. Dezember lief diese mit den Linienschiffen Kaiser und König Albert in den Südatlantik, über Togo und Kamerun nach Deutsch-Südwestafrika, dann über St. Helena nach Brasilien, Argentinien, Uruguay, ums Kap Hoorn bis nach Valparaíso (2. bis 11. April) in Chile und dann zurück über argentinische und brasilianische Häfen.
In Santos trennte sich die Straßburg unter Retzmann von der Division und lief zur Verstärkung der Amerikanischen Station in die Karibik. Da die dort stationierte Dresden vor allem mit der Lage in Mexiko ausgelastet war, sollte sie sich mit Unruhen in der Dominikanischen Republik beschäftigen. Sie lief am 2. Juni Puerto Plata an, wo sie ein Linienschiff, einen Panzerkreuzer und ein Kanonenboot der US-Marine vorfand. Retzmann setzte durch, dass Dampfer der HAPAG dort wieder Ladung aufnehmen konnten. Nach Versorgung in Kingston (Jamaika) kehrte er nach Santo Domingo zurück.

### Erster Weltkrieg
Am 4. Juli traf er auf See mit dem neuen Stationskreuzer Karlsruhe zusammen. Am 20. Juli 1914 trat er von Saint Thomas die Heimreise an, ankerte vom 27. bis 28. Juli vor Horta, Azoren und lief dann mit Höchstfahrt und zeitweise abgeblendet durch den Ärmelkanal nach Deutschland. Auf britischer Seite bestanden seit seinem Anlaufen der Azoren Vermutungen, der Kreuzer könne ins Mittelmeer zur Verstärkung der deutschen Mittelmeerdivision laufen. Genau am Mobilmachungstag kehrte die Straßburg unter Retzmann alleinfahrend wieder nach Wilhelmshaven zurück.
Zu Kriegsbeginn wurde er mit seinem Kreuzer in der Nordsee im Vorposten- und Sicherungsdienst eingesetzt. Am 28. August 1914 nahm er am Seegefecht bei Helgoland teil, kämpfte mit den leichten Kreuzern Fearless und Arethusa und Zerstörern und stieß schließlich zusammen mit der Cöln auf die fünf britischen Schlachtkreuzer, denen er entkommen konnte. Die Straßburg erhielt einen Treffer und half später dabei, die Besatzung des Kleinen Kreuzers Ariadne zu retten. Im November 1914 folgte ein Vorstoß zur britischen Ostküste. Dabei bekam die Straßburg Gefechtsberührung mit dem alten britischen Torpedokanonenboot Halcyon. Ab dem 17. März 1915 unternahm das Schiff mit der II. Aufklärungsgruppe Vorstöße in die östliche Ostsee. Im April war die Straßburg wieder in der Nordsee. Zwischen dem 14. Juli und dem 18. Oktober lag das Schiff in der Werft. Nach dem Umbau nahm die Straßburg mit der II. Aufklärungsgruppe an diversen Vorstößen sowie am Handelskrieg in der Nordsee teil.
Vom Januar bis zum März 1916 übernahm Retzmann den Vorstand der Abteilung für militärische Fragen im Allgemeinen Marinedepartement des Reichsmarineamtes. In der Zeit vom März 1916 bis zum November 1918 war Retzmann schließlich Chef der Zentralabteilung im Admiralstab. Vom 24. August bis 30. November 1918 hatte Retzmann das Kommando über das Großlinienschiff Baden und stand dann bis 14. Januar 1919 zur Verfügung des Chefs der Marinestation der Nordsee. Es folgt seine Kommandierung zur Information zum Oberprisenhof Berlin. Ab 28. Juli 1919 war er dort als Reichskommissar tätig und wurde am 26. November 1919 unter gleichzeitiger Beförderung zum Konteradmiral aus dem aktiven Dienst entlassen.

### Späteres Leben
Retzmann ging in die Privatwirtschaft. Ferner gehörte er dem Vorläufigen Reichswirtschaftsrat, dem Präsidium des Reichsverbandes der Deutschen Industrie und dem Arbeitgeberverband der chemischen Industrie an. Außerdem war er Vorsitzender des Verbandes sächsischer Industrieller.
1930 übernahm Retzmann die Leitung einer von der deutschen Industrie nach China entsandten Studienkommission, die vom April bis Juni dieses Jahres den fernöstlichen Staat bereiste, um Informationen für den Ausbau der deutsch-chinesischen Wirtschaftsbeziehungen zu sammeln und diesbezügliche Kontakte anzuknüpfen.